# (So Tired of Standing Still We Got to) Move On
"(So Tired of Standing Still We Got to) Move On", ou simplesmente "Move On" em alguns discos, é uma canção escrita e gravada por James Brown. Aparece como faixa de abertura de seu álbum de 1991 Love Over-Due e foi lançada como single que alcançou o número 48 da parada R&B. A revista Rolling Stone exaltou a canção por seu "ótimo groove de guitarra".